# 周翰 (成化進士)
周翰（1437年—？），字良弼，江西撫州府崇仁縣人，明朝政治人物。進士出身。

## 生平
天順三年（1459年）己卯科江西鄉試第二十三名。成化二年（1466年）丙戌科會試第一百二十六名，殿試登進士第二甲第八十四名。

## 家族
曾祖父周太謙。祖父周公輔。父亲周邦顯。